# Agapetus ajpetriensis
Agapetus ajpetriensis là một loài Trichoptera trong họ Glossosomatidae. Chúng phân bố ở miền Cổ bắc.